# Yves Sente

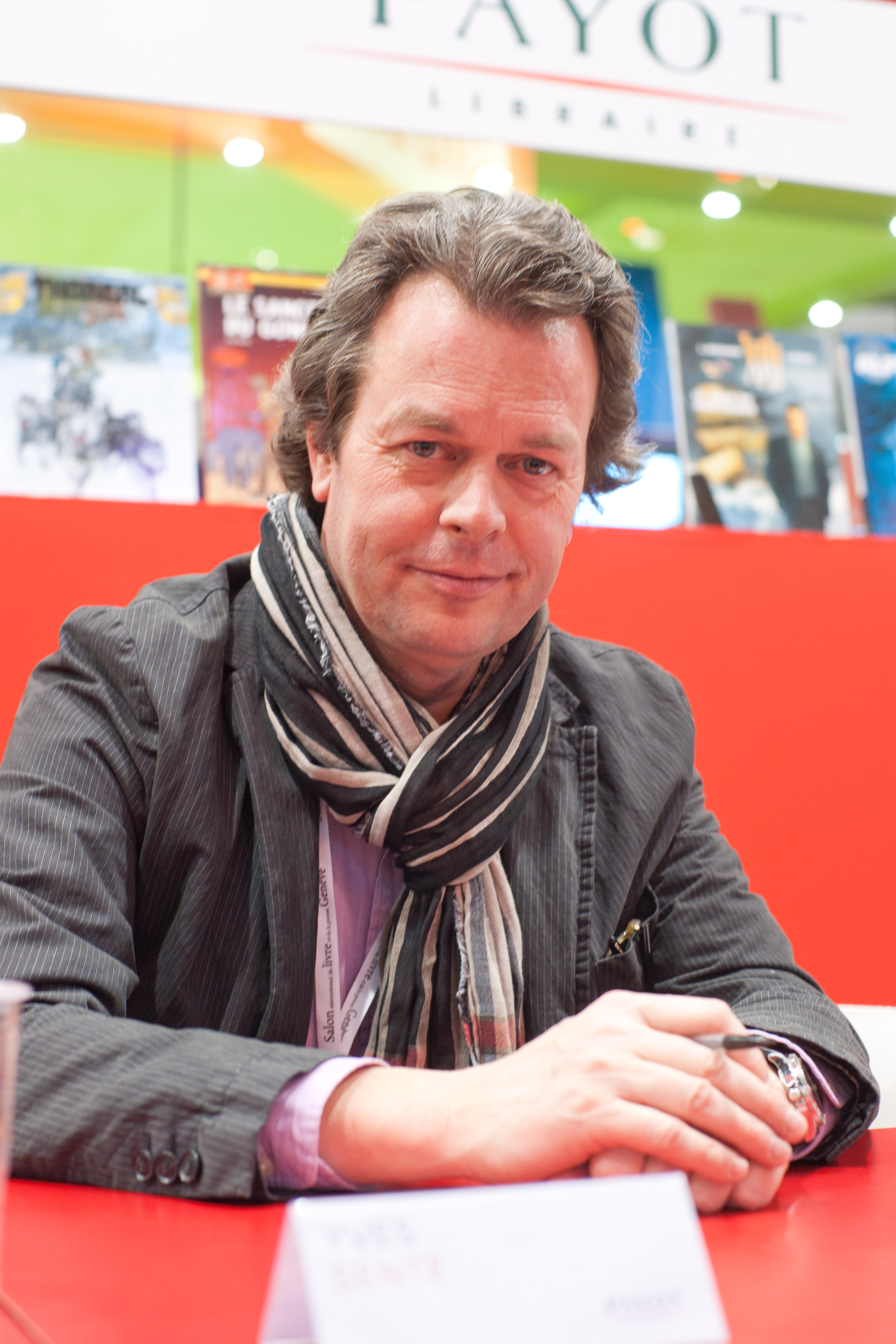
Yves Sente (2012 in Genf)

Yves Sente (* 17. Januar 1964 in Uccle bei Brüssel) ist ein belgischer Szenarist, der für zahlreiche Comicalben die Texte schrieb. Er hat einige bekannte Serien des Szenaristen Jean van Hamme fortgesetzt (Thorgal, XIII und Blake und Mortimer).

## Leben
Sente schloss 1989 das Studium der Politikwissenschaften ab. 1991 ging er zum Comic-Verlag Le Lombard, wo er verschiedene Führungspositionen innehatte. 
Seit 1999 schreibt er Szenarien für die Comicserie Blake und Mortimer. 2004 und 2006 erschienen die beiden Alben Skarbek, für die er das Szenario schrieb und die Grzegorz Rosiński zeichnete. Für den gleichen Zeichner schrieb er die Texte der Bände 30 bis 34 der Comicserie Thorgal. In Zusammenarbeit mit dem Zeichner François Boucq gestaltete er 2007 die beiden Alben Janitor; ein weiterer Band folgte 2009.
Dazu gestaltet er seit 2011 den neuen Zyklus der Serie XIII, zusammen mit dem Zeichner Iouri Jigounov (Juri Schigunow).

## Werke
Als Szenarist schrieb er Alben für folgende Comicserien:
Zeichnungen: André Juillard
- 11. Die Voronov-Intrige, 2000
- 13. Die Sarkophage des 6. Kontinents, Teil 1: Alte Bekannte, 2003
- 14. Die Sarkophage des 6. Kontinents, Teil 2: Das Duell, 2004
- 15. Das Heiligtum von Gondwana, 2008
- 18. Das Gelübde der fünf Lords, 2012
- 20. Der Stab des Plutarch, 2014
- 21. Das Testament des William S., 2016

Zeichnungen: Peter van Dongen und Teun Berserik 
- 22. Das Tal der Unsterblichen, Teil 1: Gefahr für Hongkong, 2018
- 23. Das Tal der Unsterblichen, Teil 2: Der tausendste Arm des Mekong, 2019

Zeichnungen: Grzegorz Rosiński
- 1. Hände aus Gold, 2004
- 2. Herz aus Bronze, 2005

Zeichnungen: François Boucq
- 1. Der Engel von Valletta, 2007
- 2. Wochenende in Davos, 2007
- 3. Begegnung in Porto Cervo, 2009
- 4. Schatten der Vergangenheit, 2011
- 5. Höllenbrut, 2017

Zeichnungen: Grzegorz Rosiński
- 30. Ich, Jolan, 2007
- 31. Der Schild des Thor, 2008
- 32. Die Schlacht von Asgard, 2010
- 33. Schwertboot, 2011
- 34. Kah-Aniel, 2013

Zeichnungen: Giulio De Vita
- 1. Ich vergesse nichts!, 2010
- 2. Das Urteil der Walküren, 2012
- 3. Einer Königin würdig, 2012
- 4. Bündnisse, 2013
- 5. Rot wie der Raheborg, 2014

Zeichnungen: Iouri Jigounov (Juri Schigunow)
- 20. Der Tag der Mayflower, 2011
- 21. Der Lockvogel, 2012
- 22. Rückkehr nach Greenfalls, 2013
- 23. Botschaft eines Märtyrers, 2014
- 24. Das Erbe des Jason Mac Lane, 2016
- 25. History, 2019
- 26. 2132 Meter, 2019

Zeichnungen: Laurent Verron
- Spirou und Fantasio Spezial 25: Sein Name war Ptirou, 2017